# Bahnhof Radebeul Ost
Der Bahnhof Radebeul Ost, bis 1941 Radebeul, ist ein Bahnhof der Stadt Radebeul. Die Gebäude liegen auf der Gemarkung der Ursprungsgemeinde Alt-Radebeul der heutigen sächsischen Stadt Radebeul, in der Sidonienstraße 1a-c. Der Bahnhof ist in das Liniennetz der S-Bahn Dresden eingebunden.
Funktional teilt sich das Bahnhofsareal auf in den modernisierten Haltepunkt für die Dresdner S-Bahn sowie den denkmalgeschützten Ausgangsbahnhof der schmalspurigen Lößnitzgrundbahn mit Nebeneinrichtungen, dem historischen Güterboden und dem Schmalspurbahnmuseum sowie dem nicht mehr bahntechnisch genutzten Empfangsgebäude, dem sogenannten Radebeuler Kultur-Bahnhof mit Veranstaltungshalle, der seit 2002 bestehenden Erlebnisbibliothek im Westbau (ehemalige Wartehalle) und der seit 2013 im Ostbau beheimateten Volkshochschule im Landkreis Meißen. Neben der Veranstaltungshalle im ehemaligen Empfangsgebäude wird auch der sanierte Bahnhofsvorplatz als Veranstaltungsort genutzt.
Das Bahnhofsareal umfasst nicht nur mehrere bauliche Kulturdenkmale, sondern ist Heimatbahnhof und Ausstellungsfläche zahlreicher denkmalgeschützter, schmalspuriger Lokomotiven und Wagen (siehe dazu die Liste der Radebeuler Kulturdenkmale der Lößnitzgrundbahn). Das Kulturdenkmal ist als Technisches Denkmal Bestandteil der Sachgesamtheit Kleinbahn Radebeul–Radeburg und von verkehrsgeschichtlicher und technikgeschichtlicher Bedeutung.

## Beschreibung

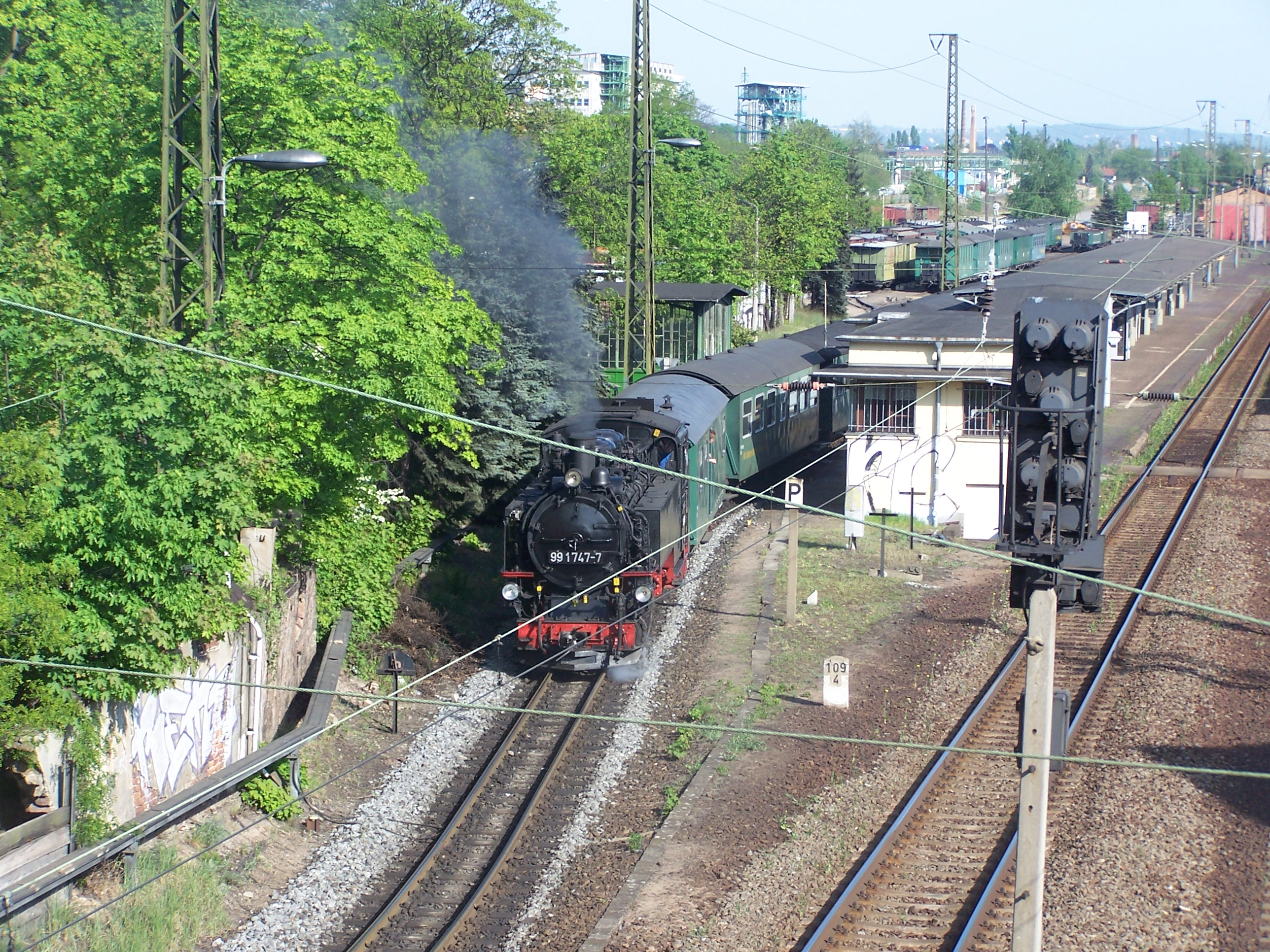
Lößnitzdackel bei der Ausfahrt aus Radebeul Ost, im Hintergrund weitere abgestellte Schmalspurfahrzeuge

Um die überkommenen Gebäude des 1860 eröffneten Bahnhofs zu modernisieren, genehmigte das sächsische Finanzministerium am 27. März 1900 den Entwurf für ein neues Empfangsgebäude, im Mai kam die Genehmigung für den Bau eines neuen Wirtschaftsgebäudes nebst Umbau des bestehenden.
Der denkmalgeschützte Bahnhof bestand aus dem Empfangsgebäude, den Bahnsteigen mit Überdachung und Untertunnelung, einer Wartehalle mit damals vier wagenklassengebundenen Warteräumen an den Gleisen, Wirtschaftsgebäude, einem Güterschuppen mit Kopfbau, Spurwechselanlagen, Rollwagen-Grube, Überladerampe, zwei kleinen Wohnhäusern, Heizhaus, Lokschuppen, Wasserkran, Kohleschüttung und der Ladestraße in Kopfsteinpflasterung. Mitte der 2010er Jahre sind durch den Umbau der Normalspur-Gleisanlagen die historischen Normalspur-Bahnsteige mit Überdachung und Untertunnelung verschwunden bzw. modernisiert worden, der Warteraum auf der südlichen Gleisseite ist abgerissen. Gleiches gilt für das zu nah an den Gleisen stehende Wohnhaus Hauptstraße 5.
Ebenfalls unter Denkmalschutz stehen am Ort die hier beginnende Schmalspurbahnstrecke Radebeul–Radeburg (Lößnitzgrundbahn) mit allen ihren Mobilien sowie die Ausstellung historischer sächsischer Schmalspurfahrzeuge im Eigentum des Verkehrsmuseums Dresden, der Sächsischen Dampfeisenbahngesellschaft und des Vereins Traditionsbahn Radebeul.
Das Empfangsgebäude ist ein ockerfarbener Verblendziegel-Gruppenbau aus zwei zweigeschossigen Gebäudekörpern mit einem eingeschossigen Verbindungsbau. Der östliche Gebäudeteil hat ein Pyramidenstumpfdach mit Zwerchgiebeln, zur Straßenseite hin zusätzlich mit einem Dachreiter mit Uhr versehen. Im Mittelbau mit rundbogigem Haupteingang befand sich die Schalterhalle. Der westliche Gebäudeteil (von der Straße aus rechts) enthielt den Wartesaal.

## Geschichte

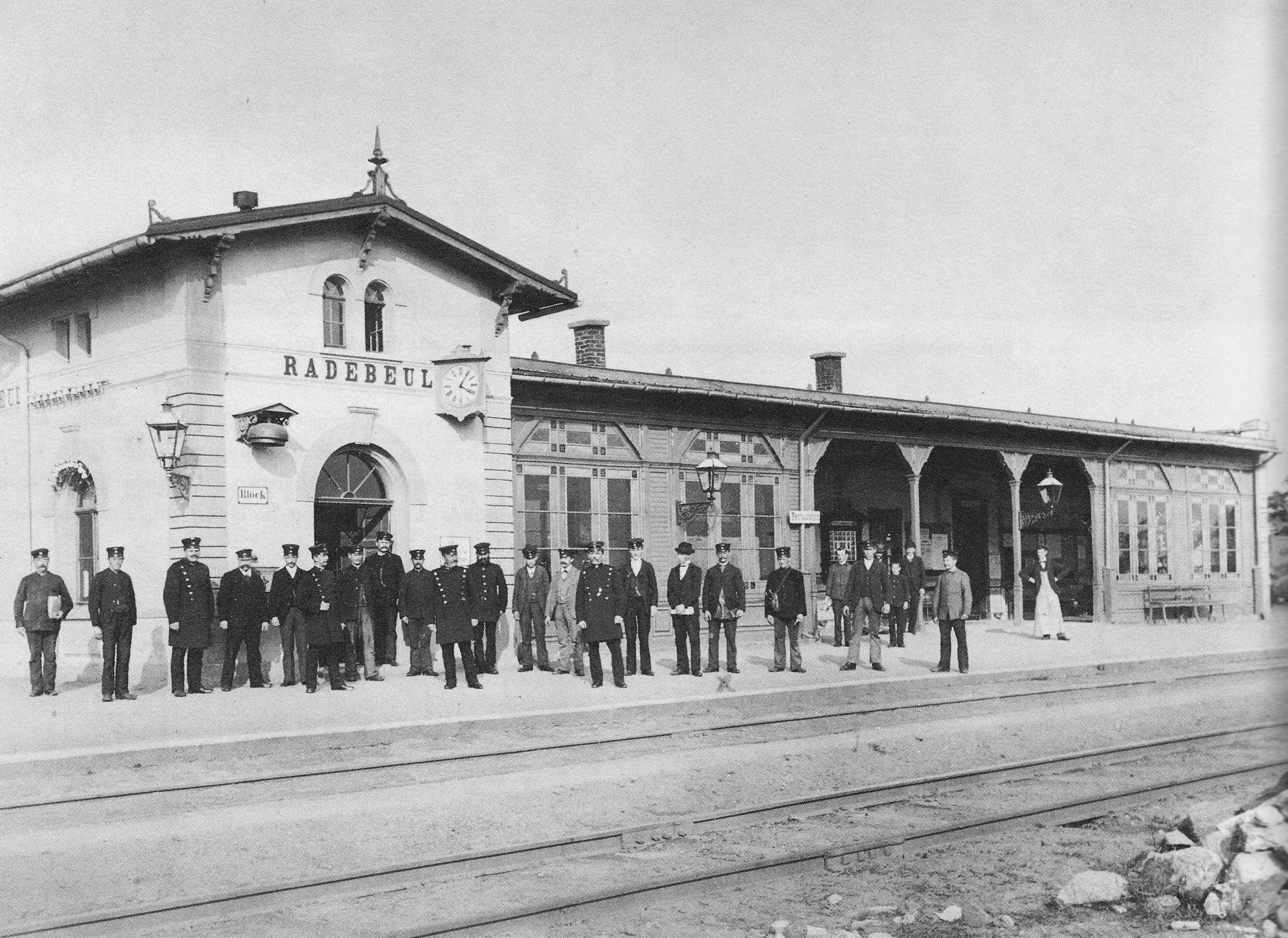
Das erste Empfangsgebäude (1894)

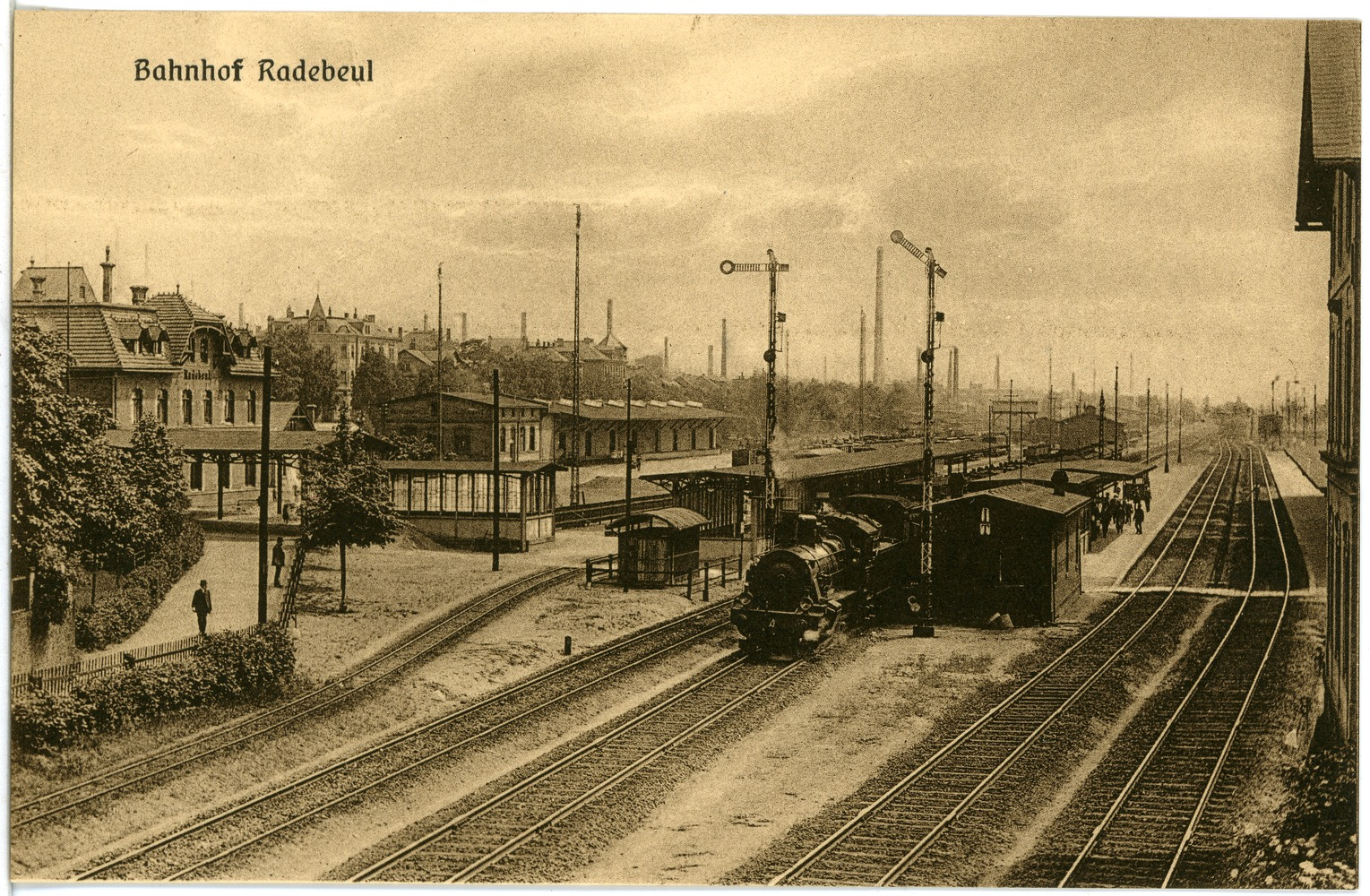
Bahnhof mit dem zweiten Empfangsgebäude (1914). Rechts im Anschnitt steht das heute abgebrochene Wohnhaus Hauptstraße 5

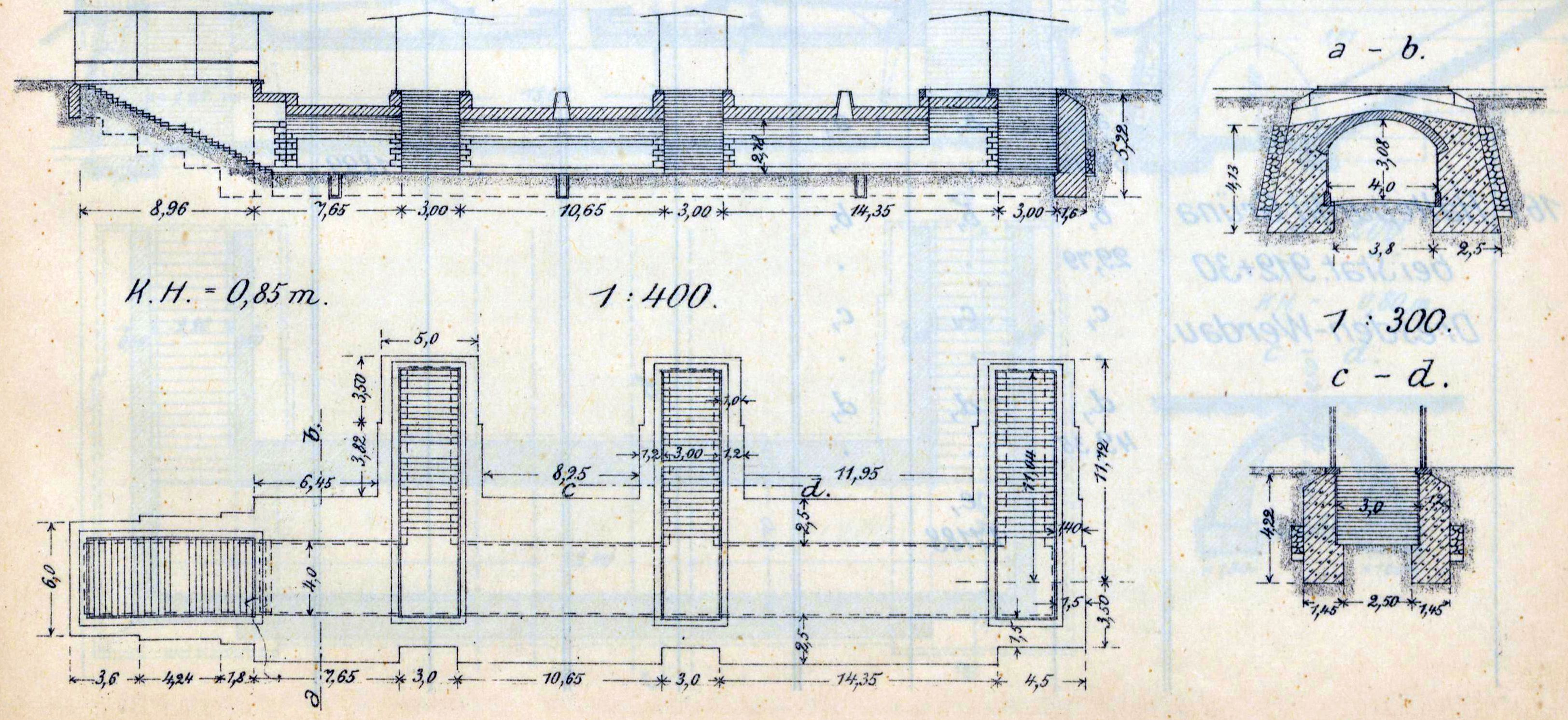
Gewölbter Bahnsteigtunnel im Bahnhof Radebeul bei Station 1094+50 Leipzig - Dresden. Aus: Kunstbauten… (1911)

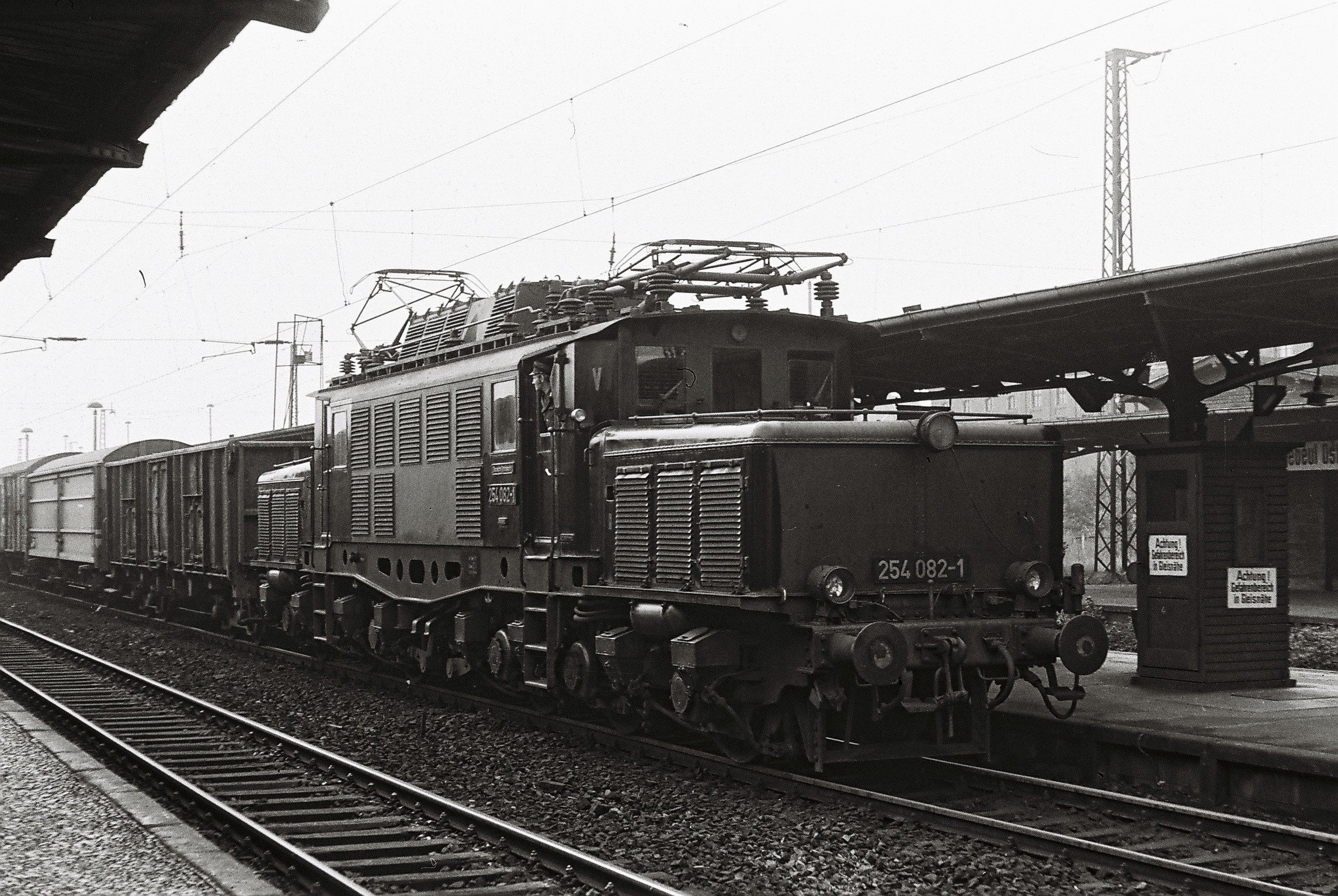
Bahnhof mit der ursprünglichen Gleislage im Jahr 1972 mit einem Güterzug, gezogen von der E 94 082

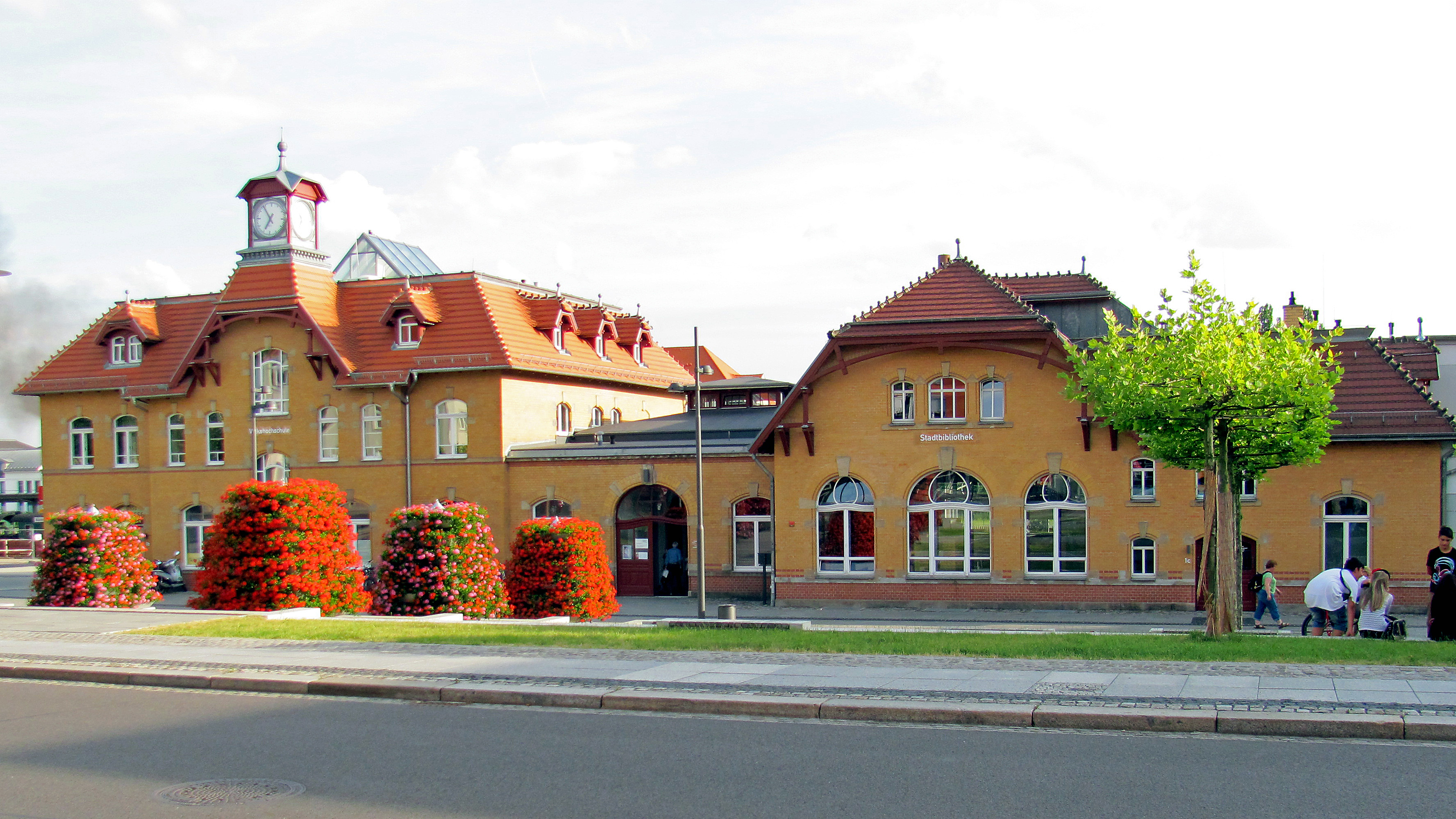
Kulturbahnhof Radebeul Ost einschließlich der Erlebnisbibliothek (rechts)

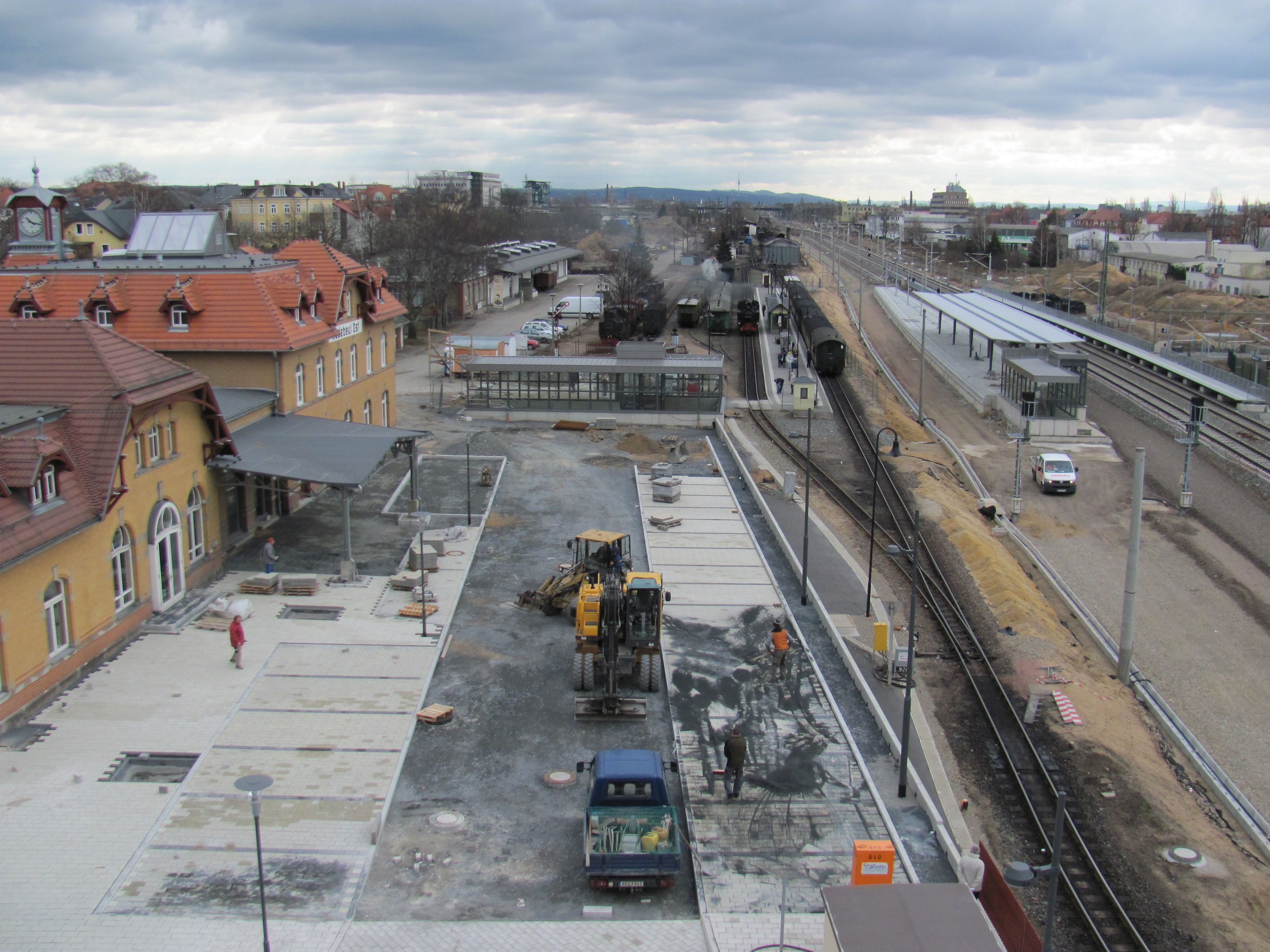
2013 wurden die Gleisanlagen und das Bahnhofsumfeld erneuert. In der Ferne quer die Unionbrücke der BAB4, dahinter auf der Hangkante der Dresdner Fernsehturm

Der Bau der von 1837 bis 1839 eingerichteten Ferneisenbahnverbindung Leipzig–Dresden wurde von beiden Seiten gleichzeitig begonnen. Das Teilstück von Dresden bis Weintraube wurde am 19. Juli 1838 eröffnet, gleichzeitig wurde auf Höhe des heutigen Bahnhofs Radebeul-Weintraube der erste Haltepunkt auf dem heutigen Stadtgebiet von Radebeul eingeweiht.
Am 16. September 1838 wurde das Teilstück Weintraube über Coswig bis Oberau vor dem damaligen Tunnel eröffnet. Nach Eröffnung der Gesamtstrecke Leipzig–Dresden 1839 wurde bis 1840 auf ganzer Strecke die Zweigleisigkeit hergestellt und ebenfalls 1840 der Haltepunkt in Radebeul-Kötzschenbroda eröffnet.
Am 29. November 1860 wurde in der Landgemeinde Radebeul ein Haltepunkt zwischen Leipzig und Dresden eingeweiht, der sich auf der Südseite der Gleise in Höhe des späteren Bahnhofshotels befand. Zwei Tage später, am 1. Dezember 1860, wurde dann der Zugverkehr nach Meißen, abzweigend in Coswig, als erste Zweigbahn aufgenommen. 1865 wurde die durch Moritz Ziller gebaute Bahnhofsgaststätte eröffnet, die 1888 zum Bahnhofs-Hotel (Hauptstraße 5) umgewandelt wurde.
Oftmals soll in den ersten Jahren der Landtagsabgeordnete Carl Gottlieb Barth der einzige dort ein- oder aussteigende Reisende gewesen sein.
Das Projekt für das erste Empfangsgebäude stammt aus dem Jahr 1874, dieses stand nördlich der Gleisanlage zwischen dieser und dem heutigen Gebäude. Um 1900 wurde es abgerissen, nachdem das neue, heutige Empfangsgebäude errichtet war.
Am 15. Oktober 1876 wurde die Güterverkehrsanlage eingerichtet, am 1. Mai 1881 wurde Radebeul zum Bahnhof. Der Kötzschenbrodaer Fahrplan von 1876 weist aus, dass nicht alle der täglich 37 Reisezüge auch in Radebeul hielten, einige davon auch nur „nach Bedarf“.
Im Oktober 1883 wurde mit dem Bau der Lößnitzgrundbahn nach Radeburg begonnen. Die Strecke wurde am 15. September 1884 durch den Eröffnungszug als vierte sächsische Schmalspurbahn eröffnet. Die Schmalspurbahn wurde nördlich des bestehenden Empfangsgebäudes in den Bahnhof eingeführt, der somit zum Inselbahnhof wurde.
Die Neugestaltung des Eisenbahnknotens Dresden von 1890 bis 1901 beinhaltete den viergleisigen Ausbau der Bahnstrecke nach Leipzig zwischen Dresden-Neustadt und Coswig. In diesem Rahmen wurde auch der Bahnhof Radebeul zwischen 1898 und 1901 grundlegend umgebaut. Das alte Empfangsgebäude engte den Raum der Haupt- und der Schmalspurbahn zu sehr ein und wurde durch einen weiter nördlich gelegenen Neubau ersetzt, der zusammen mit dem neuen Personentunnel zu den Insel- und Seitenbahnsteigen am 25. Oktober 1900 in Betrieb ging. Sowohl die normalspurigen als auch die schmalspurigen Gleisanlagen liegen seitdem südlich des Empfangsgebäudes. Im selben Jahr begann der viergleisige Betrieb zwischen Radebeul und Coswig und mit der Eröffnung des neuen Bahnhofs Dresden-Neustadt 1901 auch zwischen Radebeul und Dresden-Neustadt. Der beschrankte Bahnübergang der heutigen Hauptstraße wurde durch die Straßenbrücke ersetzt und der neue Bahnhof war abends elektrisch beleuchtet mit Strom aus dem Elektrizitätswerk Niederlößnitz.
In den Jahren 1935 bis 1937 wurden die im Osten gelegenen Rangierflächen sowie die Bahnstrecke selbst durch die Unionbrücke der heutigen Bundesautobahn 4, damals Strecke 73 der Reichsautobahn, überbaut.
Am 5. Mai 1941 erhielt der Bahnhof den Namen Radebeul Ost.
1945 wurden im Zuge von Reparationsleistungen viele Gleise demontiert. Im Bahnhof Radebeul Ost betraf dies die beiden Gleise 2 und 3. Gleis 1 war die verbliebene Schmalspur und die Gleise 4 und 5 lagen lediglich im Bereich des Bahnhofgeländes für den Warte- und Begegnungsfall. Außerhalb des Bahnhofs lag lediglich das südlichere Gleis 5.
Anfang der 1960er Jahre wurden zur Herstellung einer künftigen Dreigleisigkeit mit entsprechend großer Lichtraumumgrenzung für sowjetische Breitspurwagen (Spurweite 1520 mm) der Bahnhof umgebaut, zwischen den beiden Streckengleise wurde ein mittiges Überholungsgleis verlegt, der Schmalspurteil blieb unverändert.
Der Bahnsteig 5 wurde außer Betrieb genommen. Er sollte mit dem dreigleisigen Ausbau nach Dresden wieder in Betrieb gehen und auch ein Bahnsteig 6 war als Stumpfgleis für von Dresden endende Verstärkerzüge geplant.
Der Bahnhof wurde 2002 saniert, dabei wurde in den Wartesaal die Stadtbibliothek Radebeul-Ost verlegt, die sogenannte Erlebnisbibliothek. Die vorbildliche Sanierung der Erlebnisbibliothek erhielt 2002 den Radebeuler Bauherrenpreis in der Kategorie Sonderpreis für gewerbliche Bauten. 2006 wurde ihr der Otto-Borst-Preis für Stadterneuerung zuerkannt.
Der denkmalgeschützte Historische Güterboden mit dem zweigeschossigen Kopfbau wurde zum Schmalspurbahnmuseum Radebeul umgebaut, die Pflasterstraße davor erhielt 2005 den Namen Am Alten Güterboden. Der Güterboden selbst erhielt die Adresse Am Alten Güterboden 4. Der vorbildliche Umbau einschließlich Umgestaltung der Außenanlage wurde 2006 mit dem Radebeuler Bauherrenpreis in der Kategorie Gewerbliche und Öffentliche Bauwerke / Sonderlösungen ausgezeichnet. Im Jahr 2012 wurde das fertige Objekt zum Tag des offenen Denkmals der Öffentlichkeit präsentiert.
Der Kulturbahnhof Radebeul Ost (der von Eisenbahnaufgaben entwidmete Empfangsgebäudekomplex) ist eines von mehreren Gebäuden in Radebeul, das durch die Deutsche Stiftung Denkmalschutz eine direkte Förderung erhielt.

## Verkehrsanbindung
Von den auf der Hauptbahn durch Radebeul fahrenden Zügen hält ausschließlich die Dresdner S-Bahn-Linie S1 regulär im Bahnhof Radebeul Ost. Zusätzlich hält ein einzelner Zug des RE 50 am frühen Morgen in Richtung Leipzig in Radebeul. Der Bahnhof ist zudem Startpunkt der von der SDG betriebenen Lößnitzgrundbahn. Für die Güterverkehrsanlage verblieb nur noch die geringe Versorgung der Folgefirmen des Arzneimittelwerks Dresden.
Pendlern steht ein P+R-Parkplatz sowie eine überdachte Fahrradabstellanlage zur Verfügung.
Vor dem Bahnhof befindet sich eine Bushaltestelle.
| Linie                  | Strecke | Takt                                                                        |
| ---------------------- | --- | --------------------------------------------------------------------------- |
| S 1                    | Meißen Triebischtal – Meißen – Coswig (b Dresden) – Radebeul Ost – Dresden-Neustadt – Dresden Hbf – Heidenau – Pirna – Bad Schandau – Schöna | 30 min                                                                      |
| RE 50                  | Dresden Hbf – Dresden-Neustadt – Radebeul Ost – Riesa – Wurzen – Leipzig Hbf                                                                 | einzelner Zug (Richtung Leipzig)                                            |
| SDG                    | Radebeul Ost – Friedewald – Moritzburg (– Bärnsdorf – Berbisdorf – Radeburg)                                                                 | fünf Zugpaare (Radebeul – Moritzburg) zwei Zugpaare (Moritzburg – Radeburg) |
| Stand: 23. Januar 2024 | |                                                                             |

## Aufbau
Der Bahnhof Radebeul Ost war im südlichen Teil ein reiner Durchgangsbahnhof mit drei Bahnsteigen. Im nördlichen Teil ist er als Ausgangsbahnhof der Schmalspurbahn ein Kopfbahnhof mit Güteranlage, Rangiermöglichkeiten und Rollbockanlage zum Spurwechsel.
Der Bahnhof wurde so umgebaut, dass das nördliche Normalspur-Gleispaar den S-Bahn-Verkehr mit einem Mittelbahnsteig abwickelt und das südliche Gleispaar den Durchgangs-Fernverkehr und Güterverkehr ohne Bahnsteigberührung aufnimmt.
Die Bedienung durch den Regionalverkehr sollte mit Inbetriebnahme der S-Bahn-Gleise entfallen. Dieser Plan ist jedoch erst später umgesetzt worden.

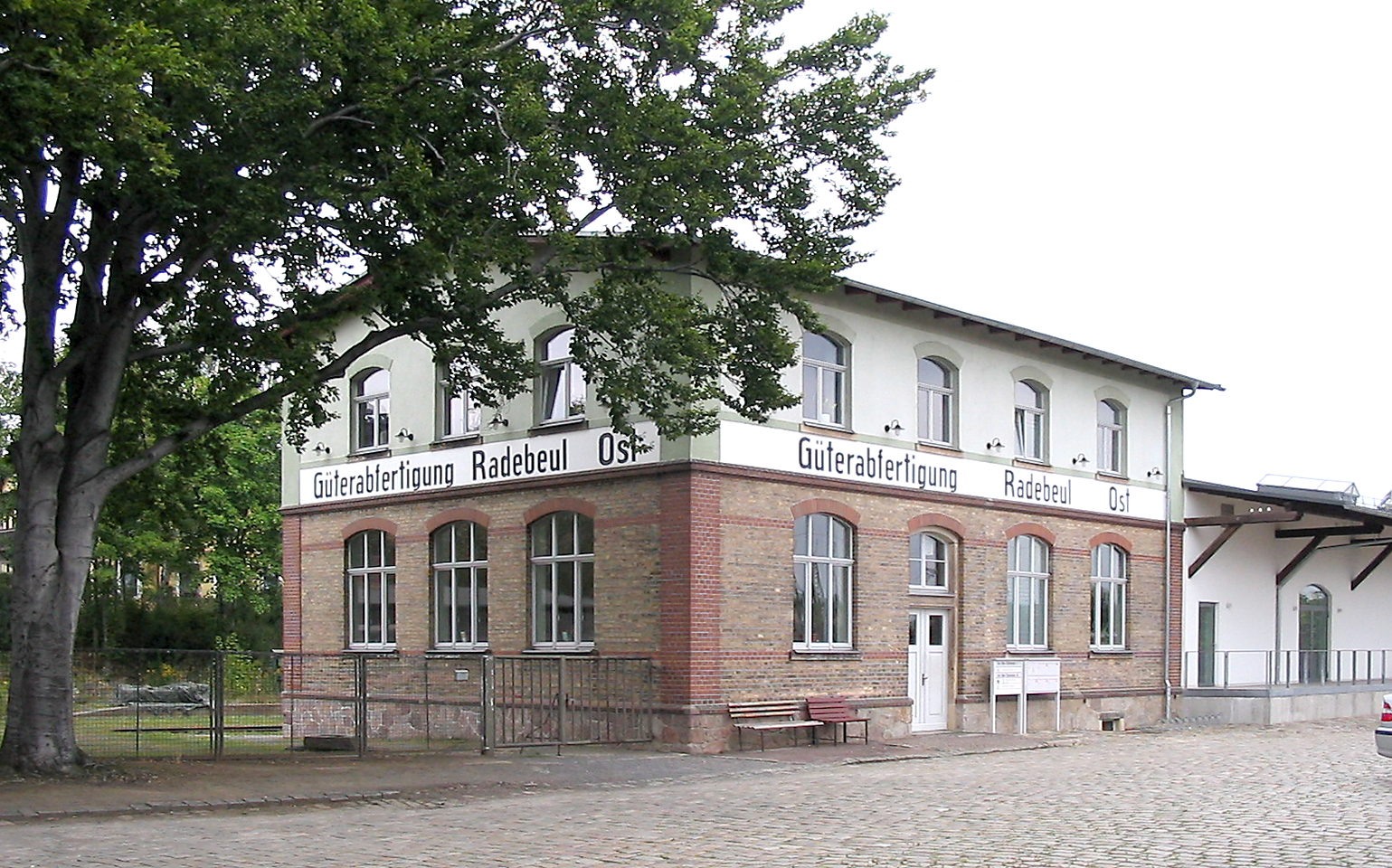
Bahnhof Radebeul Ost: Alter Güterboden; Kopfbau, rechts Halle
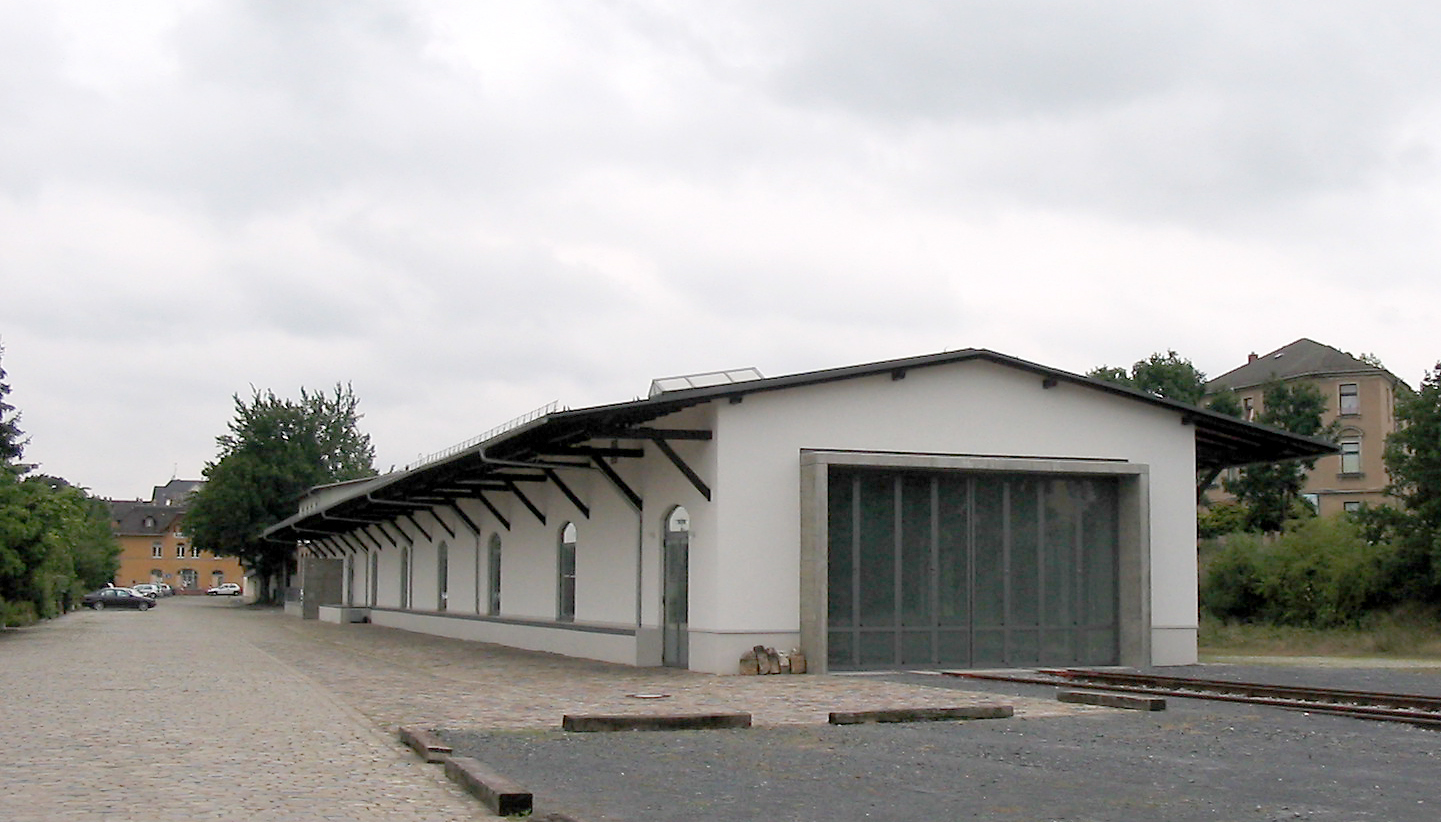
Bahnhof Radebeul Ost: Alter Güterboden; Halle von der anderen Seite, Eingangstor
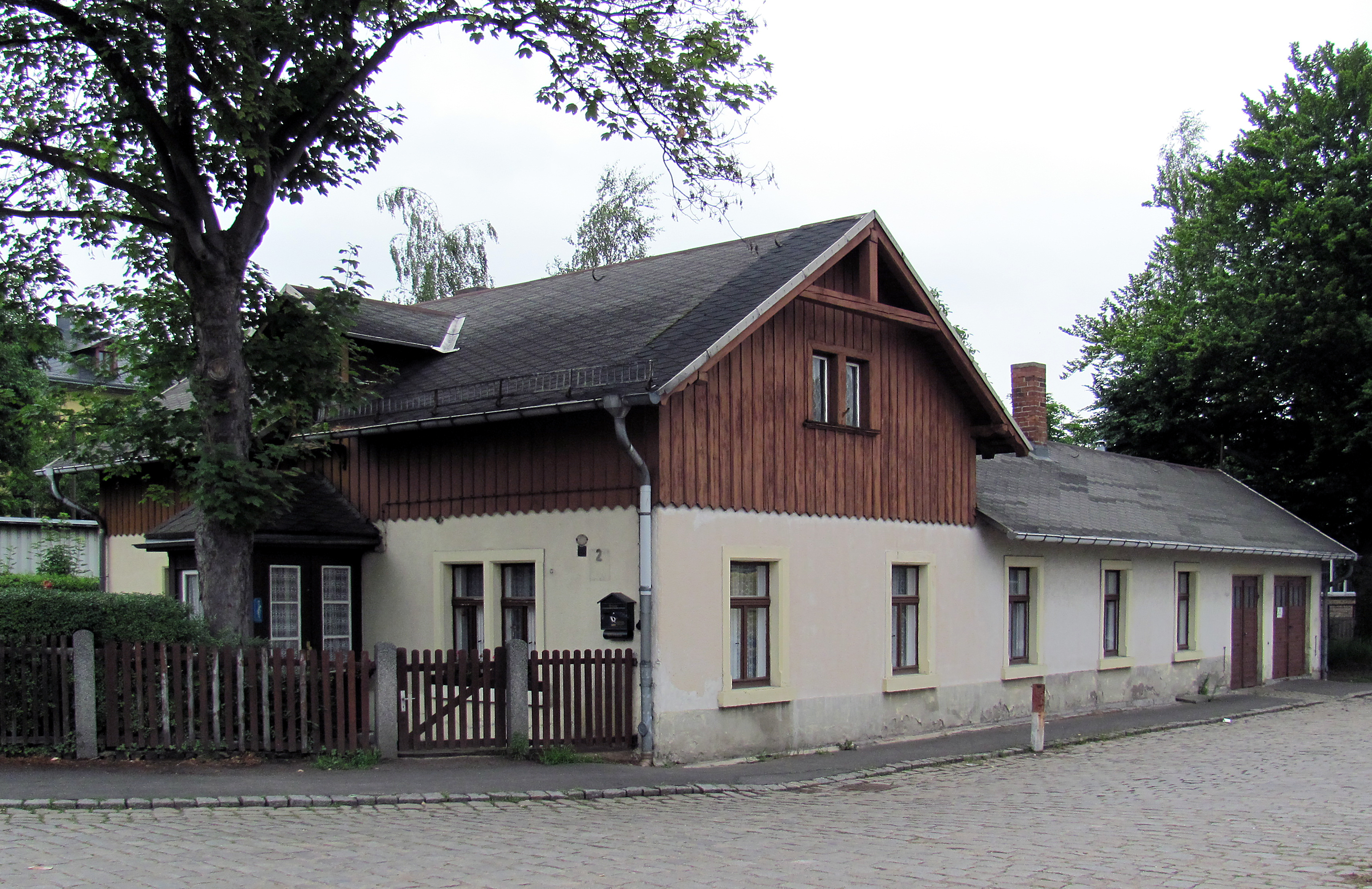
Bahnhof Radebeul Ost: Eisenbahner-Wohnhaus Am Alten Güterboden 2
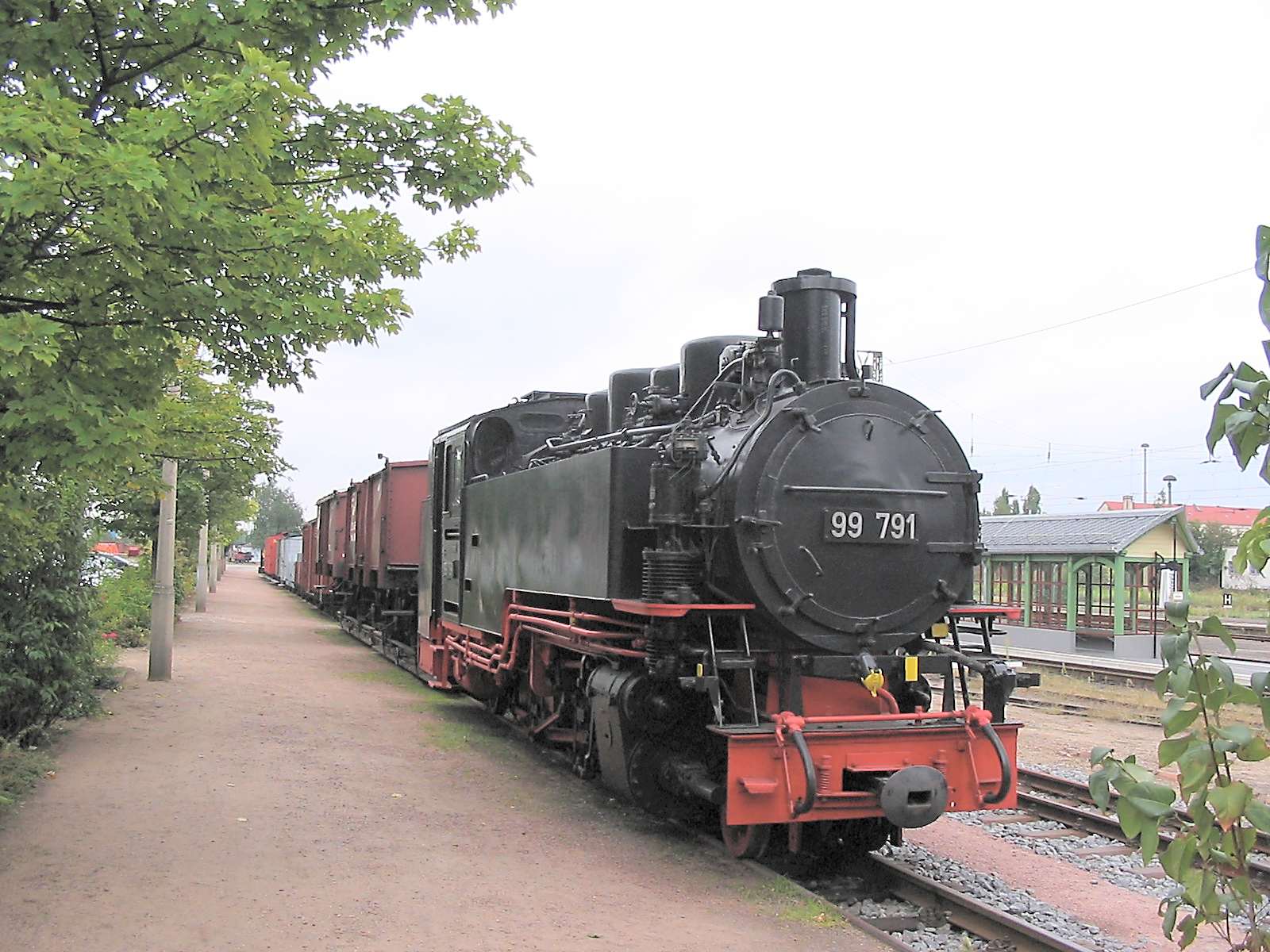
Bahnhof Radebeul Ost: Am Alten Güterboden; Schmalspurlok mit Wagen
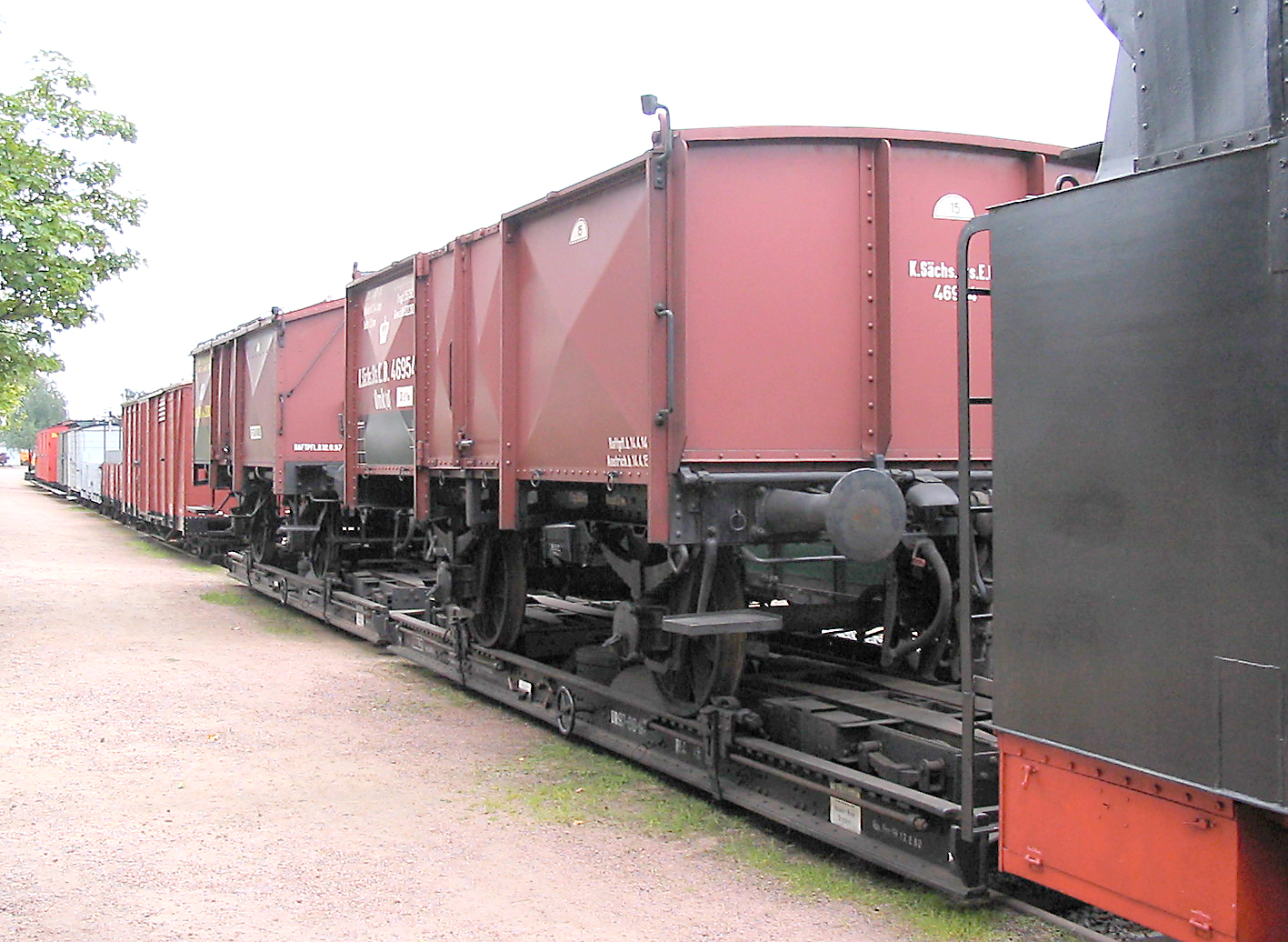
Bahnhof Radebeul Ost: Am Alten Güterboden; 2 Normalspurwagen auf Schmalspur-Rollwagen
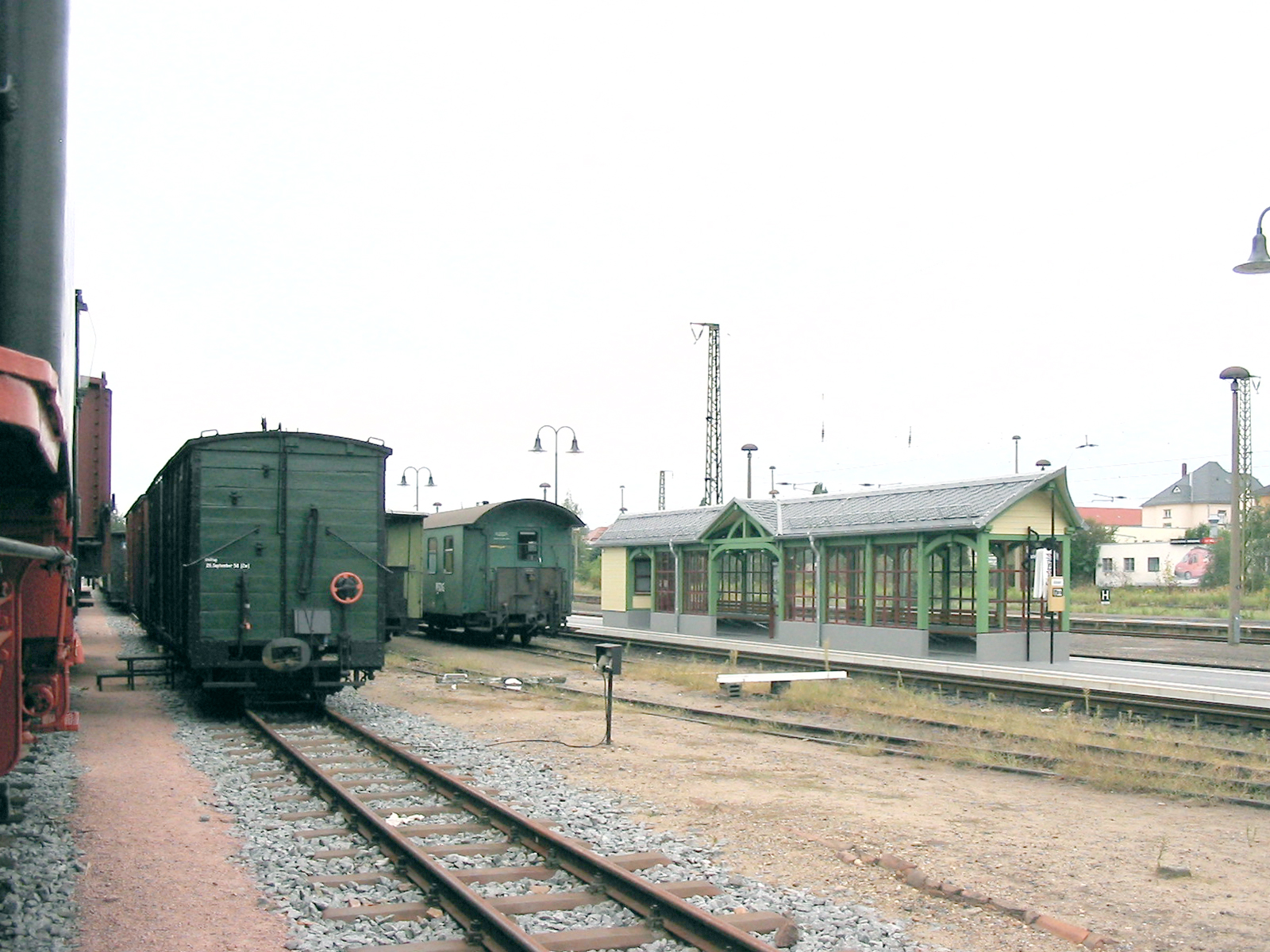
Bahnhof Radebeul Ost: Am Alten Güterboden; Neue Wartehalle, Schmalspurwagen
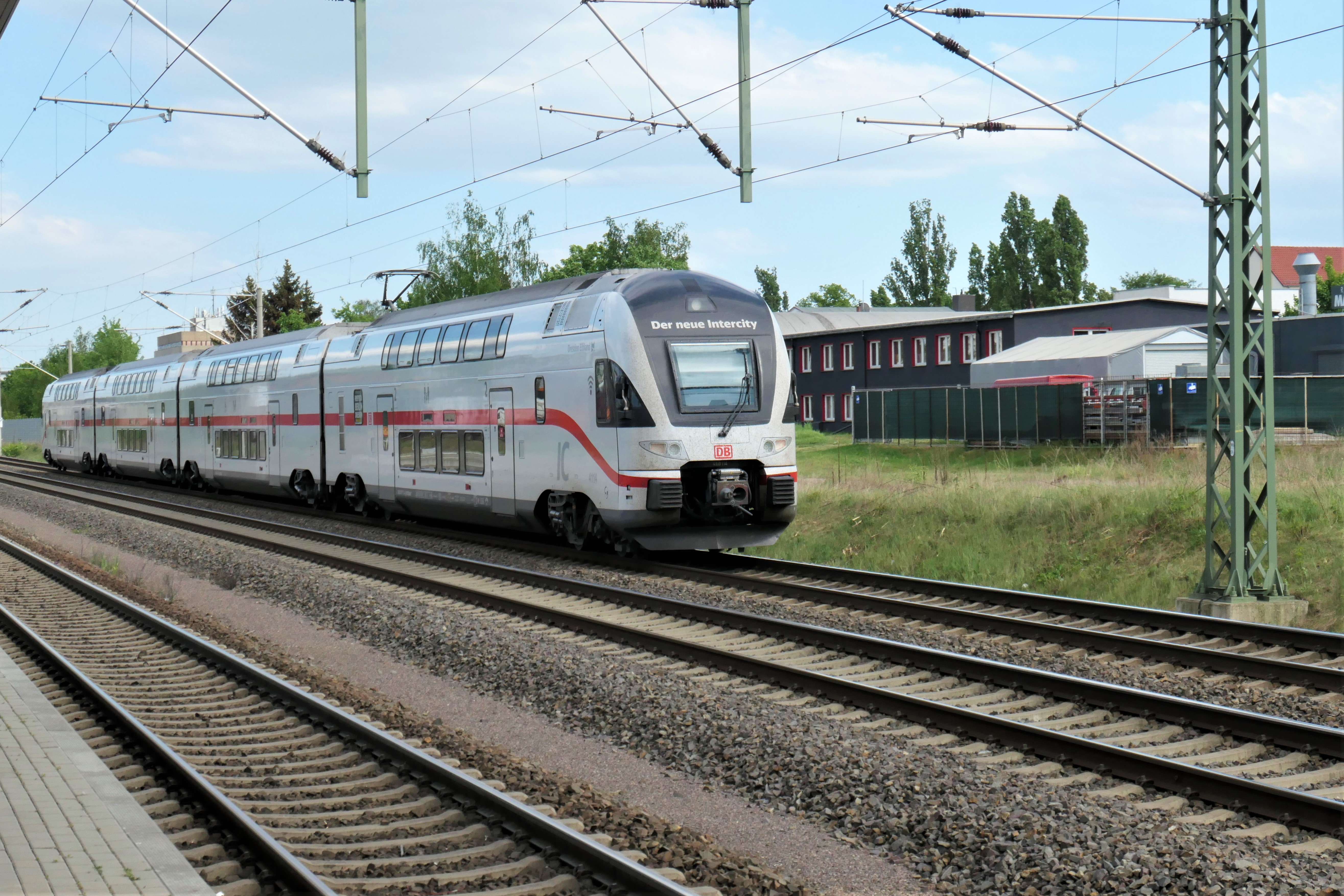
Schnellzüge auf den neuen Umgehungsgleisen mit durchfahrendem Stadler KISS2 4118